# Zone tripartite de libre-échange

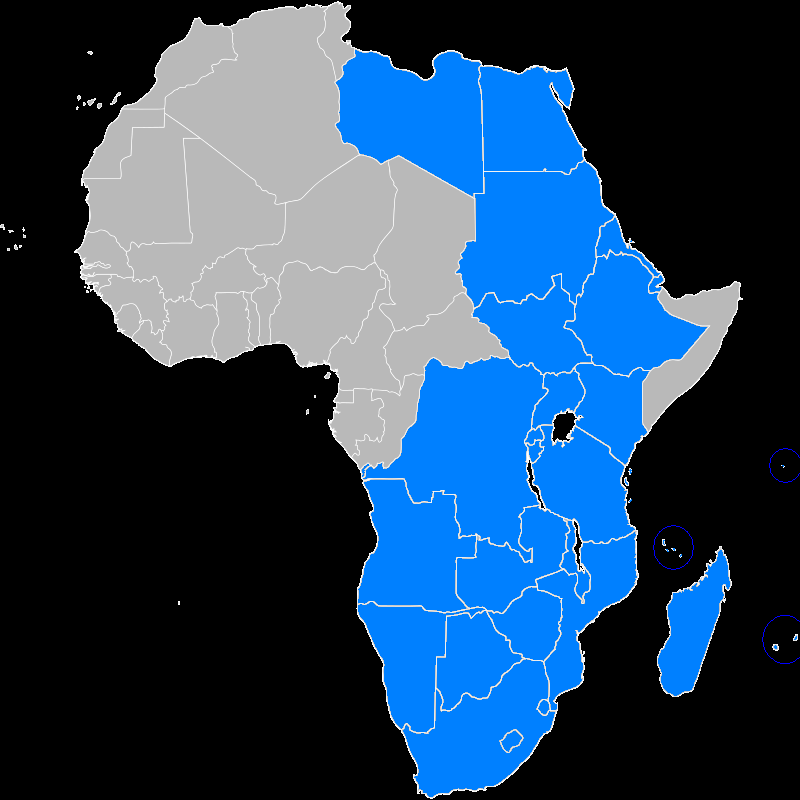
TRIPARTIE

La zone tripartite de libre-échange, ou en anglais : Tripartite Free Trade Area (TFTA), est une zone de libre échange en cours de création sur la grande partie de l'Afrique de l'est et centrale, de l'Égypte jusqu'en Afrique du Sud,. 

## Objectifs et pays constitutifs
Ce projet de zone de libre échange vise à rapprocher les zones de libres échanges du marché commun de l'Afrique orientale et australe (COMESA), de la communauté d'Afrique de l'Est (EAC) et de la communauté de développement d'Afrique australe (SADC). C'est une étape préliminaire à un autre projet de zone de libre échange à savoir la Zone de libre-échange continentale (ZLEC), qui doit regrouper en plus de la zone tripartie, l'Afrique centrale et l'Afrique de l'Ouest. 
Ce projet regroupe 27 pays : la Libye, Djibouti, l'Érythrée, le Soudan, le Soudan du Sud, l'Égypte, l’Éthiopie, le Kenya, l'Ouganda, le Burundi, le Rwanda, la Tanzanie, le Malawi, la Zambie, le Zimbabwe, l'Angola, la République démocratique du Congo, Maurice, Madagascar, les Comores, les Seychelles, le Mozambique, le Botswana, le Lesotho, la Namibie, l'Afrique du Sud et l'Eswatini,.

## Histoire
Le projet de zone tripartie de libre échange est lancé en juin 2011. Par la suite, les négociations pour la création de la zone sont divisées en deux phases. La première phase est consacrée aux droits de douane, aux règles d’origines et aux questions liées à ces problématiques. Cette première phase a été close en décembre 2014. Le deuxième phase est consacré aux services, à la propriété intellectuelle et à la politique de la concurrence. Elle doit démarrer après la signature de l'accord en 2015.
Le traité de création de la zone est signé le 10 juin 2015, à Charm el-Cheikh en Égypte, lors de la troisième réunion sur le sujet,,. 